# Челикхан
Челикхан (тур. Çelikhan, стальной хан) — город и район в провинции Адыяман (Турция). На севере и западе район граничит с илом Малатья, на севере — с районом Тут, на юге — с центральным районом ила Адыяман, на востоке — с районом Синджик.

## Население
По данным переписи 2007 года в районном центре проживало 8.205 человек, в окружающих населённых пунктах — 7.342 человека, таким образом население всего района составляло 15.547 человек.

## Административное деление
Районному центру Челикхан подчиняется город Пынарбашы и следующие деревни: Аксу, Алтынташ, Бозгедик, Чампынар, Гёлбагы, Изджи, Каледжик, Карачайыр, Карагёл, Коруджак, Кёсеушагы, Мутлу, Реджепкёй, Ташдамлар, Ягызатлы, Ешилтепе, Ешильяйла.